# Australina
Australina is een geslacht uit de brandnetelfamilie (Urticaceae). De soorten komen voor in tropisch Noordoost- en Oost-Afrika en Australazië.

## Soorten
- Australina flaccida (A.Rich.) Wedd.
- Australina pusilla (Poir.) Gaudich.

... · 
Boehmeria · 
Cecropia · 
Coussapoa · 
Dendrocnide · 
Elatostema · 
Parietaria · 
Pilea · 
Soleirolia · 
Urtica (Brandnetel) · 
...